# Conolly’s Folly

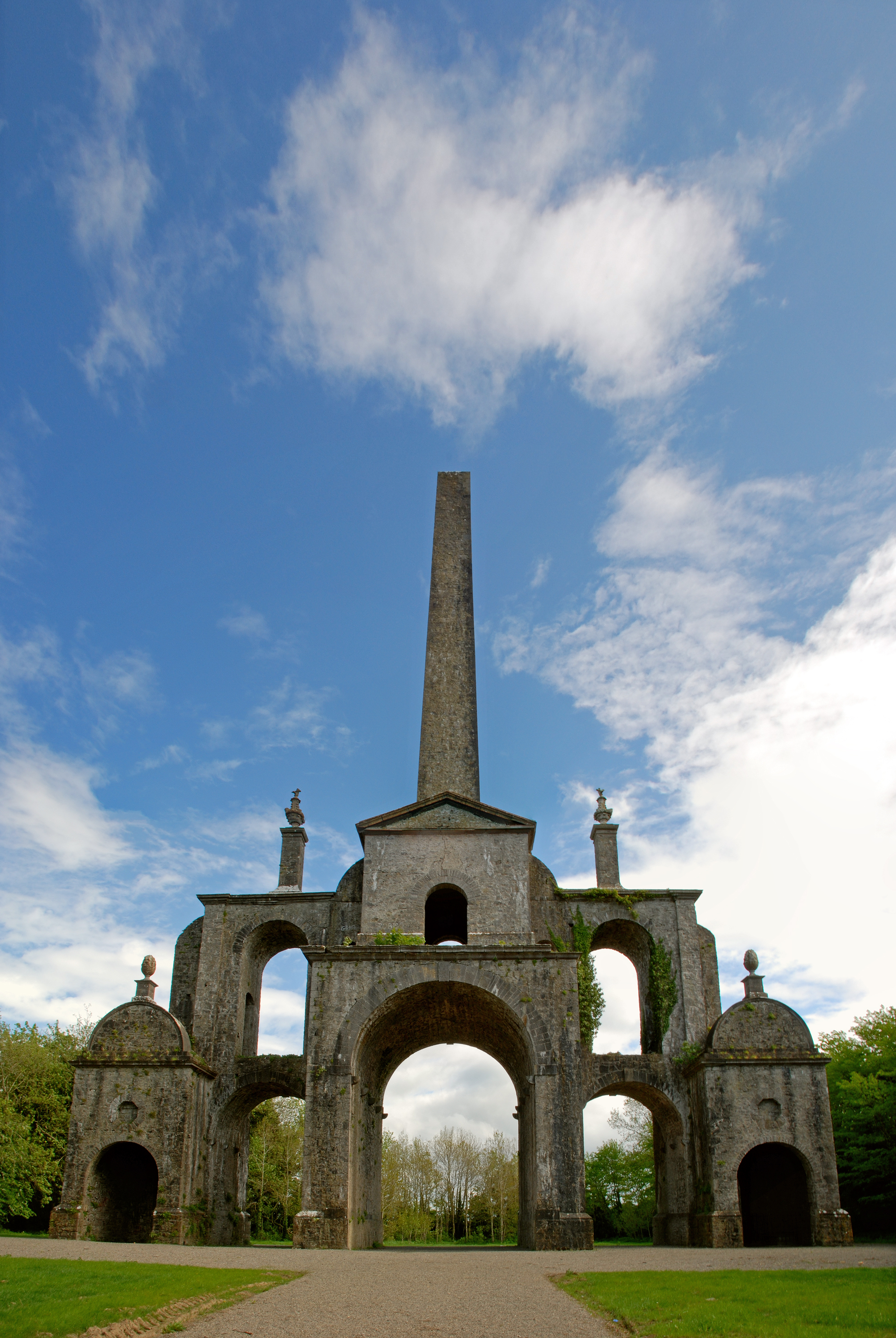
Conolly’s Folly

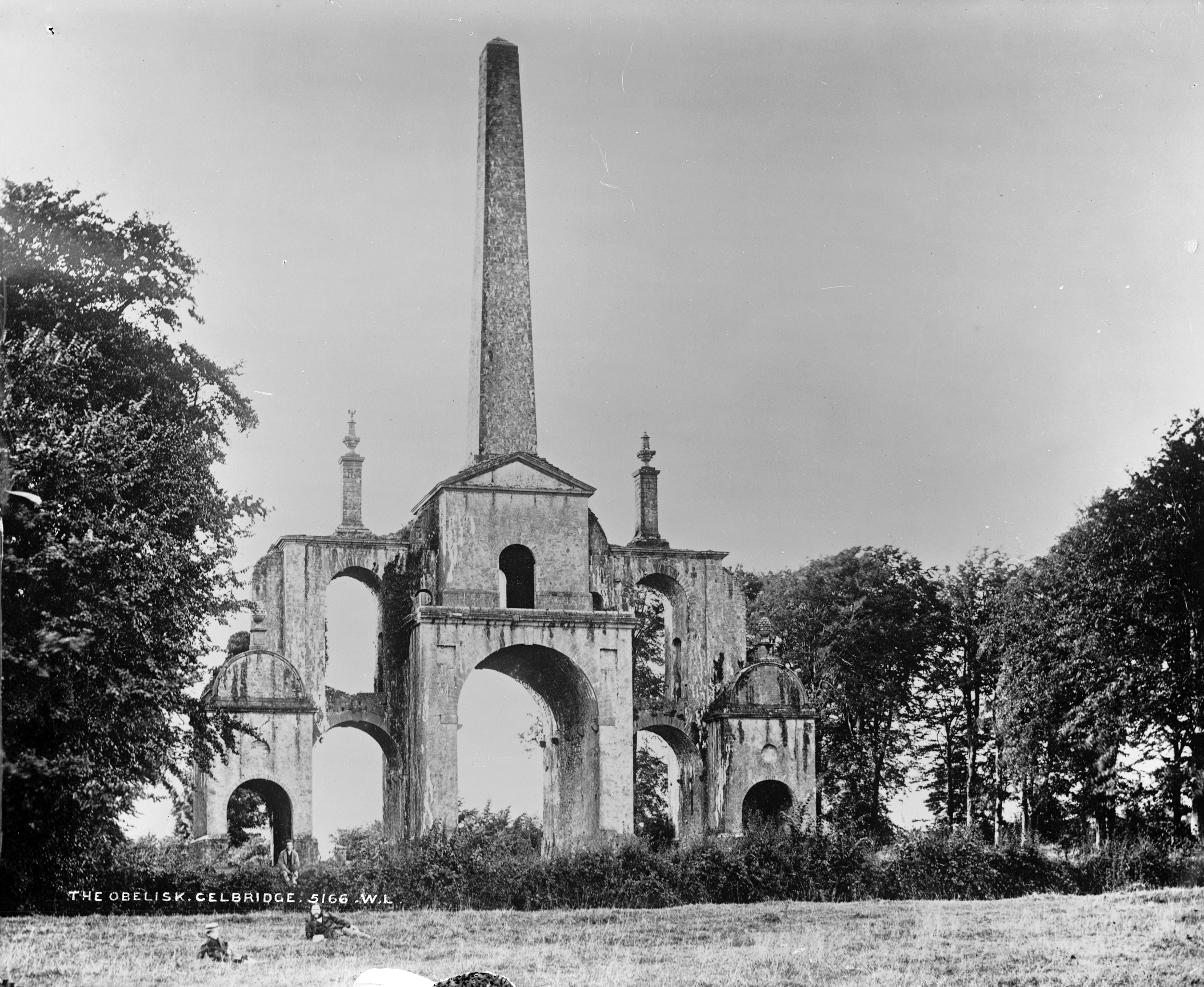
The Obelisk at Celbridge und drei Besucher (ca. 1900)

Conolly’s Folly (irisch Baois Uí Chongaile, ursprünglich The Conolly Folly, auch bekannt unter der Bezeichnung The Obelisk) ist ein Obelisk-Bauwerk in der Nähe von Celbridge und Maynooth im Norden des Countys Kildare in Irland.

## Geschichte
Das Folly wurde auf dem Gelände von Castletown House gebaut, das insgesamt zwei Follies beinhaltet. Diese wurden beide von Katherine Conolly, der philanthropischen Witwe des irischen Parlamentspräsidenten „Speaker“ William Conolly, in Auftrag gegeben, um während der Irischen Hungersnot (1740–1741) Arbeitsplätze für Hunderte Notleidende aus Celbridge zu schaffen. Der Obelisk wurde 1740 nach einem besonders harten Winter gebaut. Das zweite Folly ist The Wonderful Barn, ein korkenzieherförmiges Turmgebäude.
Conolly’s Folly lag etwa 2,5 Meilen von Castletown House entfernt, war genau rechtwinklig zum Haus angeordnet und war von dessen Rückseite aus zu sehen. Es sollte in Verbindung mit einer Allee, die zum Haus führte, den hinteren Zugang zum Anwesen markieren. Das Folly stand auf einem Stück Land, das zwar an das Conolly-Anwesen angrenzte, aber tatsächlich zu Carton House, dem Sitz der FitzGerald-Familie (Dukes of Leinster), gehörte.
Das 42 Meter hohe Bauwerk wurde von dem in Irland wirkenden deutschen Architekten Richard Cassels entworfen. Es besteht aus mehreren Bögen, ist mit steinernen Ananas- und Adlerfiguren verziert und trägt auf seinem obersten Bogen einen Obelisken. Im Inneren gibt es eine Treppenanlage, die auf eine Aussichtsebene führt.
1965 wurde Conolly’s Folly von der Irish Georgian Society restauriert. 1989 wurde hier Mariga Guinness beerdigt, die erste Frau von Desmond Guinness von Leixlip Castle und zusammen mit ihm Mitbegründerin der Irish Georgian Society.

## Rezeption
Am 6. Dezember 1978 wurde eine irische 10-Pence-Briefmarke mit einer Abbildung von Conolly’s Folly herausgegeben.